# Unternehmen Wiesengrund
Das Unternehmen Wiesengrund war der Tarnname für ein im Zweiten Weltkrieg geplantes deutsches Landungsunternehmen auf die von sowjetischen Truppen gehaltene Fischerhalbinsel im Nordmeer.
Ziel war es dabei, diese direkt vor den deutschen Linien der Nordmeerfront liegenden sowjetischen Stellungen auszuschalten, um einen sowjetischen Ausbruch hinter die deutsche Hauptfrontlinie zu vermeiden. Hierfür wurde ab März 1942 die Einrichtung eines Stab zur Planung des Landungsunternehmens geplant. Das im März 1942 geplante Unternehmen wurde immer wieder aufgeschoben und im Jahre 1944 komplett aufgegeben.